# راسيل كوتن
راسيل كوتن (بالإنجليزية: Russell Cotton)‏ هو لاعب كرة قدم بريطاني، ولد في 4 أبريل 1960 في Wellington, Herefordshire ‏ في المملكة المتحدة. لعب مع كولتشستر يونايتد ونادي تشيلمسفورد.